# Natação no Campeonato Mundial de Esportes Aquáticos de 2009 - 4x200 m livre feminino

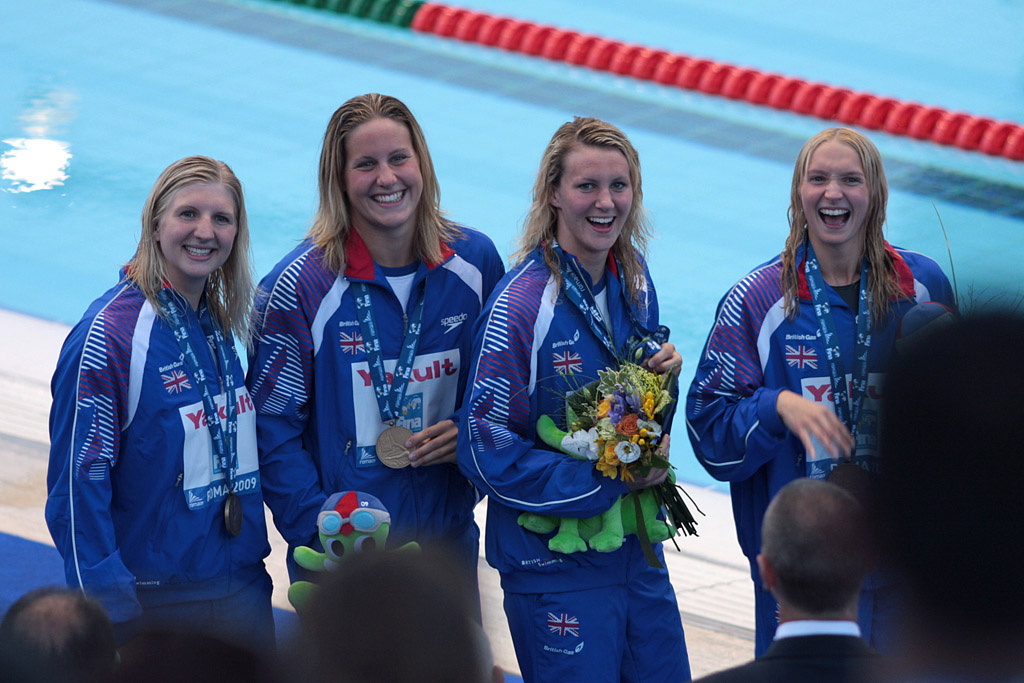
Seleção britânica de natação no Campeonato Mundial de Esportes Aquáticos de 2009 - 4x200 m livre feminino.

A prova do revezamento 4x200 metros livre feminino da natação no Campeonato Mundial de Esportes Aquáticos de 2009 ocorreu no dia 30 de julho no Stadio del Nuoto em Roma.

## Recordes
Antes desta competição, os recordes mundiais e do campeonato nesta prova eram os seguintes:
| Tipo                  | Atleta         | Tempo   | Local     | Data                 | Ref |
| --------------------- | -------------- | ------- | --------- | -------------------- | --- |
|                       | Austrália      | 7:44,31 | Pequim    | 14 de agosto de 2008 | ver |
| Recorde do campeonato | Estados Unidos | 7:50,09 | Melbourne | 29 de março de 2007  | ver |

## Medalhistas
| Ouro                                                     | Prata | Bronze                                                                                                |
| China · Yu Yang · Qian Wei Zhu · Jing Liu · Jiaying Pang | Estados Unidos · Dana Vollmer · Lacey Nymeyer · Ariana Kukors · Allison Schmitt · Dagney Knutson* · Alyssa Anderson* | Reino Unido · Joanne Jackson · Jazmin Carlin · Caitlin Mcclatchey · Rebecca Adlington · Hannah Miley* |

*Nadaram apenas as eliminatórias, mas receberam medalhas

## Resultados

### Eliminatórias
Estes são os resultados das eliminatórias:
| Pos. | País               | Tempo    | Bateria | Raia | Notas                 |
| ---- | ------------------ | -------- | ------- | ---- | --------------------- |
| 1    | GBR Grã-Bretanha   | 7:49.04  | 1       | 3    | Recorde do campeonato |
| 2    | USA Estados Unidos | 7:49.51  | 1       | 4    |                       |
| 3    | FRA França         | 7:50.18  | 2       | 5    |                       |
| 4    | CAN Canadá         | 7:50.29  | 3       | 6    |                       |
| 5    | AUS Austrália      | 7:50.53  | 3       | 4    |                       |
| 6    | CHN China          | 7:50.80  | 2       | 4    |                       |
| 7    | HUN Hungria        | 7:51.30  | 3       | 3    |                       |
| 8    | ITA Itália         | 7:52.00  | 3       | 5    |                       |
| 9    | JPN Japão          | 7:52.42  | 2       | 3    |                       |
| 10   | NED Países Baixos  | 7:53.84  | 2       | 6    |                       |
| 11   | RUS Rússia         | 7:55.35  | 1       | 2    |                       |
| 12   | DEN Dinamarca      | 7:55.56  | 1       | 6    |                       |
| 13   | SWE Suécia         | 7:56.63  | 1       | 5    |                       |
| 14   | SLO Eslovênia      | 8:06.91  | 3       | 2    |                       |
| 15   | IRL Irlanda        | 8:09.34  | 3       | 7    |                       |
| 16   | SIN Singapura      | 8:09.91  | 2       | 2    |                       |
| 17   | POL Polônia        | 8:13.65  | 2       | 8    |                       |
| 18   | VEN Venezuela      | 8:16.51  | 2       | 7    |                       |
| 19   | ZIM Zimbabwe       | 8:35.74  | 1       | 8    |                       |
| 20   | MLT Malta          | 9:00.55  | 3       | 8    |                       |
| 21   | MAC Macau          | 9:05.68  | 1       | 7    |                       |
| 22   | IND Índia          | 9:21.70  | 3       | 1    |                       |
| 23   | ALB Albânia        | 9:45.60  | 2       | 1    |                       |
| 24   | PAK Paquistão      | 10:31.12 | 1       | 1    |                       |

### Final
Estes são os resultados da final:
| Pos.              | País               | Raia | Tempo   | Notas           |
| ----------------- | ------------------ | ---- | ------- | --------------- |
| Medalha de ouro   | CHN China          | 7    | 7:42.08 | Recorde mundial |
| Medalha de prata  | USA Estados Unidos | 5    | 7:42.56 |                 |
| Medalha de bronze | GBR Grã-Bretanha   | 4    | 7:45.51 |                 |
| 4                 | ITA Itália         | 8    | 7:46.57 |                 |
| 5                 | AUS Austrália      | 2    | 7:46.85 |                 |
| 6                 | HUN Hungria        | 1    | 7:48.04 |                 |
| 7                 | FRA França         | 3    | 7:48.44 |                 |
| 8                 | CAN Canadá         | 6    | 7:49.14 |                 |

## Novos recordes
| Tipo                  | Atleta | Tempo   | Local | Data                | Ref |
| --------------------- | ------ | ------- | ----- | ------------------- | --- |
|                       | China  | 7:42.08 | Roma  | 30 de julho de 2009 | ver |
| Recorde do campeonato | China  | 7:42.08 | Roma  | 30 de julho de 2009 | ver |

Legenda
| Recorde mundial       | Recorde mundial (World record)               |                       | Recorde africano                      | Recorde africano (African) |                                           | Q | Classificado por posição (Qualified) |
| Recorde do campeonato | Recorde do campeonato (Championship record)  | Recorde da América    | Recorde da América (Americas)         | q                          | Classificado por melhor tempo (Qualified) |   |                                      |
| Melhor marca do ano   | Melhor marca do ano (World leading)          | Recorde asiático      | Recorde asiático (Asian)              | DNS                        | Não largou (Did not start)                |   |                                      |
| Recorde nacional      | Recorde nacional (National record)           | Recorde europeu       | Recorde europeu (European)            | DNF                        | Não terminou (Did not finish)             |   |                                      |
| Recorde pessoal       | Recorde pessoal do atleta (Personal best)    | Recorde da Oceania    | Recorde da Oceania (Oceania)          | DSQ / DQ                   | Desclassificado (Disqualified)            |   |                                      |
| Recorde da temporada  | Recorde da temporada do atleta (Season best) | Recorde sul-americano | Recorde sul-americano (South America) | NM                         | Sem marca (No mark)                       |   |                                      |